# カニカッティ
カニカッティ（イタリア語: Canicattì）は、イタリア共和国シチリア自治州アグリジェント県にある、人口約36,000人の基礎自治体（コムーネ）。

## 地理

### 位置・広がり

#### 隣接コムーネ
隣接するコムーネは以下の通り。括弧内のCLはカルタニッセッタ県所属を示す。
- セッラディファルコ (CL)
- モンテドーロ (CL)
- カルタニッセッタ (CL)
- デーリア (CL)
- カストロフィリッポ
- ラカルムート
- ナーロ